# Soquete 7

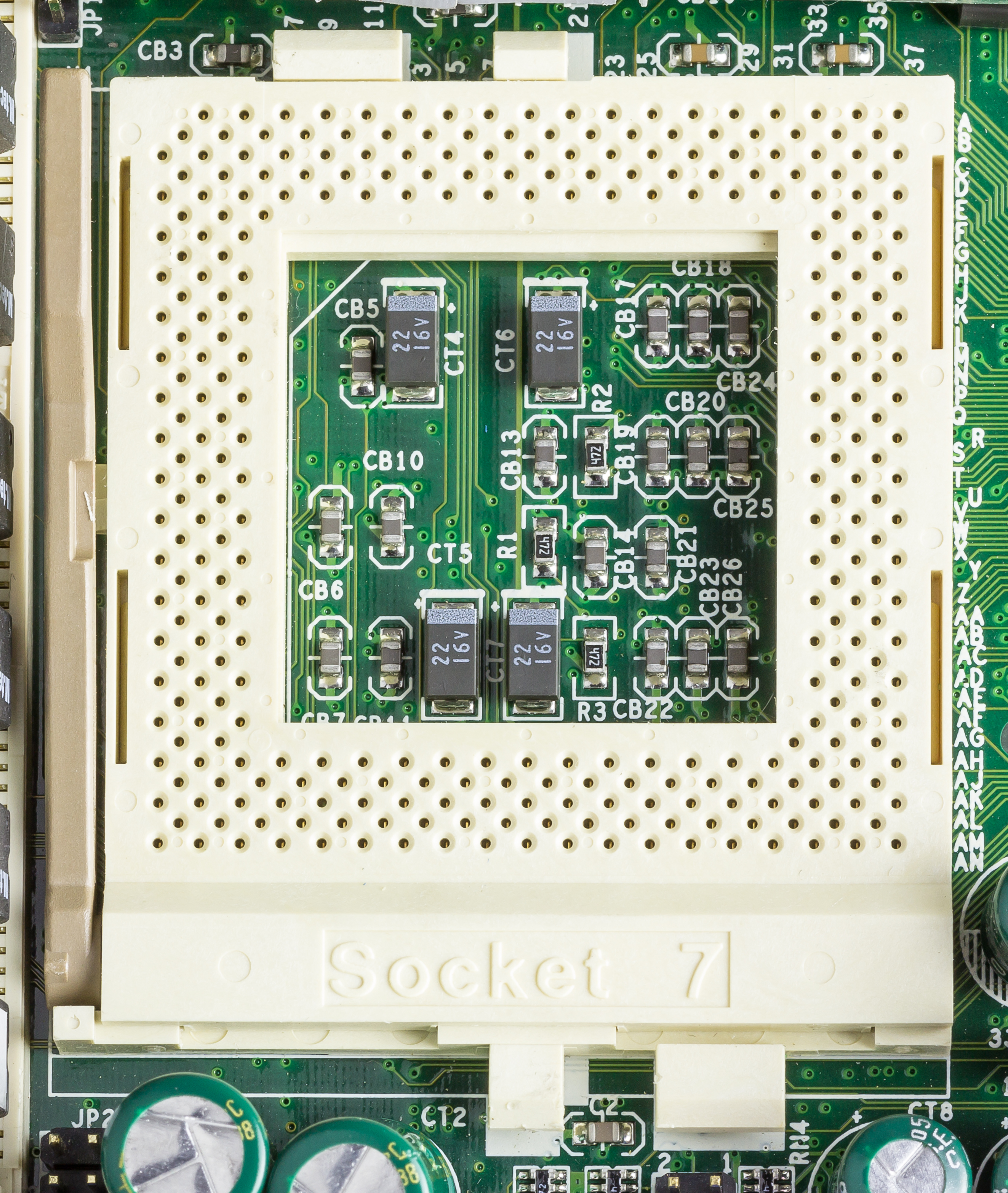
Soquete 7

Soquete 7 foi um dos tipos de soquete mais usado para processadores da classe Pentium de antigamente. Ele possui 321 pinos e pode fornecer tensões que variam de 2,5 a 3,3 volts. Aceita todos os processadores Pentium de 66 MHz para cima (sendo do mesmo tipo de soquete), o Pentium MMX, além dos processadores AMD, tais como: K5, K6, K6-2, K6-III, K6-2+, K6-III+, 6x86, 6X86MX, MII, etc. Aceita também os processadores Pentium “overdrive”. A Intel abandonou este soquete com o lançamento do Slot 1, mas outros fabricantes o utilizaram até o ano de 2001. O Socket 7 pode trabalhar com voltagens ainda menores que 3,33 e 2,5 volts se a placa-mãe possuir um regulador de tensão para isto.

## Galeria

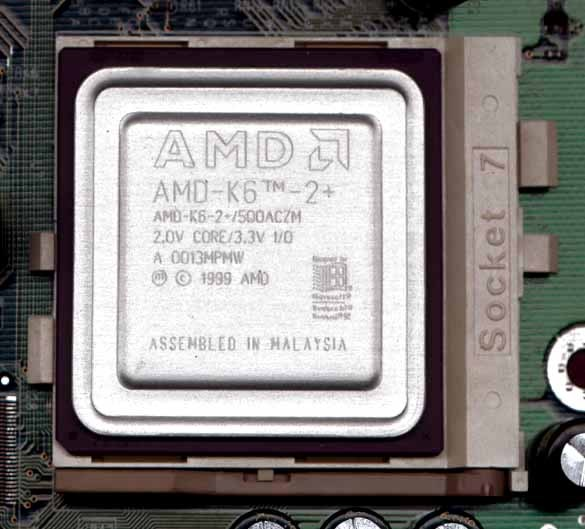
AMD K6 soquete 7
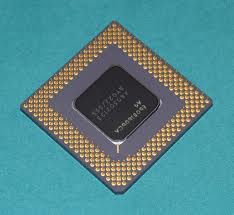
Intel Pentium MMX soquete 7